# Quan hệ nhân quả
Quan hệ nhân quả (còn được gọi là nhân quả, hay nguyên nhân và kết quả) là sự ảnh hưởng trong đó một sự kiện, diễn biến, trạng thái, hay một sự vật (nguyên nhân) đóng góp vào sự xảy ra hoặc hình thành của một sự kiện, diễn biến, trạng thái, hay sự vật khác (kết quả). Nguyên nhân có thể chịu trách nhiệm một phần hoặc toàn phần cho kết quả, và kết quả có thể phụ thuộc một phần hay toàn phần vào nguyên nhân. Tuy nhiên, nói chung một quá trình thường có nhiều nguyên nhân, hay còn gọi là các tác nhân của nó, và đều xảy ra ở trong quá khứ của nó. Một kết quả cũng có thể trở thành một nguyên nhân hay tác nhân của nhiều kết quả khác nữa, đều xảy ra trong tương lai của nó. Một số học giả coi khái niệm nhân quả là tiên nghiệm siêu hình so với khái niệm không gian và thời gian.
Quan hệ nhân quả là một sự trừu tượng hóa diễn tả cách thế giới vận hành. Do là một khái niệm cơ bản, nhân quả thường được dùng để giải thích các khái niệm khác về sự diễn biến, thay vì nó được giải thích bởi những khái niệm khác cơ bản hơn. Bởi điều này, có thể cần đến bước nhảy trực giác để có thể nắm bắt được nó. Theo đó, nhân quả cũng thường được hiểu ngầm trong logic và cấu trúc của ngôn ngữ hàng ngày.
Quan hệ nhân quả vẫn là một chủ đề quan trọng trong triết học đương đại.